# استماع نارودررو
استماع نارودررو (به آلمانی: Kontradiktorische Vernehmung) نوعی بازجویی و استماع شهادت شهود در روند بررسی پرونده‌های کیفری است که در آن شهود با متهمان روبرو نمی‌شوند. استماع نارودررو از سال ۱۹۹۳ در ماده ۱۶۵ آئیین دادرسی کیفری اتریش گنجانده شد. در این شیوه بازجویی در حالی که دادستان، متهم و وکیل مدافع در یک اتاق حضور دارند، بازجویی از شاهد در اتاق دیگری انجام می‌شود. این بازجویی به صورت ویدیویی ضبط شده و از طریق صفحه نمایش به متهم منتقل می‌شود، به طوری که او می‌تواند حق خود را برای پرسش اعمال کند، بدون اینکه در زمان بازجویی در محل حضور داشته باشد.
دلایل متعددی برای استفاده از این شیوه وجود دارد. برای نمونه اگر شاهد در خارج از کشور یا در منطقه‌ای بسیار دور از محل برگزاری دادگاه زندگی می‌کند یا به دلیل بیماری امکان حضور در دادگاه ندارد، استماع شهادت به صورت نارودررو انجام می‌شود. مهم‌ترین دلیل استماع نارودرو اما، ممانعت از رویارویی قربانیان جرائم جنسی با متهمان این پرونده‌هاست. از دیگر دلایلی که در این زمینه ذکر شده‌اند، جلوگیری از تحت تأثیر قرار دادن شاهدان کودک و نوجوان است. برای این کار شهادت این افراد به صورت ویدئویی ضبط شده و پس از آن در یک اتاق یا سالن دیگر برای افراد دخیل در پرونده به نمایش درآورده می‌شود. هدف از این کار غالباً حمایت از شهود است و از این رو در صورتی که قربانی جرائم جنسی یک فرد زیر سن قانونی باشد، بر اساس رویه‌های قضایی اتریش استماع نارودررو اجباری و الزامی است.
استماع نارودررو در برخی منابع تحت عنوان استماع ویدئویی (به آلمانی: Videovernehmung) نیز یاد شده و به درخواست دادستانی قابل اجراست. علیرغم عدم تقابل مستقیم اطراف پرونده، متهم، شاکی خصوصی، قربانی، وکلای مدافع می‌توانند سوالات خود را از شاهد بپرسند، اما این سوالات باید خطاب به قاضی مطرح شده و قاضی باید سوالات را از شاهد بپرسد.

## پیشینه
به‌طور کلی فرض در روند بررسی پرونده‌های کیفری بر این است که جمع‌آوری ادله به صورت معمولاً شفاهی و بی‌واسطه در جلسه اصلی دادگاه مسئول صورت گیرد و بر اساس بند دوم ماده ۱۲ قانون آئین دادرسی کیفری اتریش و بند اول ماده ۲۵۸ همین قانون همه ادله‌ای که قاضی برای توجیه و صدور حکم لازم دارد، باید در جلسه اصلی دادگاه ارائه شوند. معمولاً پس از اعلام موضوع، اخذ مشخصات متهم، ارائه کیفرخواست و تفهیم اتهام، شهادت شاهدان استماع می‌شود. با این حال در برخی موارد امکان ارائه حضوری و رودروی ادله و یاد ادای شهادت وجود ندارد، به ویژه زمانی که موانع در مسیر حضور شاهد در جلسه دادگاه وجود داشته باشد؛ مثلاً شاهد در یک کشور دور زندگی می‌کند و امکان سفر و حضور در جلسه دادگاه را ندارد یا اینکه از بیماری جدی رنج می‌برد. از منظر حقوقی در صورتی که احتمال غیبت شهود در جلسه اصلی دادگاه وجود داشته باشد، اخذ شهادت آنها در مراحل اولیه تحقیقات ضروری است. برای پاسخ به این نیازها، با اصلاح قانون آئین دادرسی کیفری اتریش در سال ۱۹۹۳، استماع نارودررو در بند الف ماده ۱۶۲ این قانون گنجانده شد.